# O Ewigkeit, du Donnerwort, BWV 60
O Ewigkeit, du Donnerwort, BWV 60 (O Eternitat, paraula eixordadora), és una cantata religiosa de Johann Sebastian Bach per al vint-i-quatrè diumenge després de la Trinitat, estrenada a Leipzig, el 7 de novembre de 1723.

## Origen i context
Text anònim, inclou dues estrofes de coral, en el primer número la primera estrofa de l'himne de Johann Rist (1642) que dona títol a la cantata, i en l'últim, la cinquena estrofa de Es ist genug, so nimm, Herr, meinen Geist de Franz Joachim Burmeister (1662); en el número 4, s'intercala un versicle de l'Apocalipsi (14, 13). L'envangeli del dia narra la resurrecció de la filla de Jaire, Mateu (9, 18-26), i el llibretista recorre a un text que giren al voltant de la mort i el judici final.
L'obra està presentada com un diàleg entre el temor (contralt) i l'esperança (tenor), amb una seqüència molt seguida i encadenada, sense números per a només solistes; en el número 4 Bach hi introdueix el mateix Déu, en la veu del baix. Hi ha una altra cantata amb el mateix títol, la BWV 20 per al primer diumenge després de la Trinitat, de l'any 1724; per a aquesta festivitat es conserva només una altra cantata, la BWV 26.

## Anàlisi
Obra escrita per a contralt, tenor, baix i cor (només en el coral final); dues trompa, dos oboès d'amor, corda i baix continu. Consta de cinc números.
1. Ària (tenor) i coral: O Ewigkeit, du Donnerwort (O Eternitat, paraula eixordadora)
2. Recitatiu (contralt i tenor): O schwerer Gang zum letzten Kampf und Streite (Oh, quin camí més rost cal fer fins al darrer combat!)
3. Ària (contralt i tenor): Mein letztes Lager will mich schrecken (El meu darrer jaç m’esborrona)
4. Recitatiu i arioso (contralt i baix): Der Tod bleibt doch der menschlichen Natur verhasst (La naturalesa humana abomina la mort)
5. Coral: Es ist genug (Ja en tinc prou)

El primer número presenta una estructura digna del millor Bach. Ja des de la introducció instrumental es veu el contrast entre els dos mons, el del temor, que canta el contralt, en el trepidar de les cordes i el de l'esperança que s'expressa per la melodia deliciosa dels oboès. El recitatiu, número 2, és un diàleg tens i tancat en què els protagonistes són de fet el desdoblament de la personalitat del creient, que dubta entre les dues opcions oposades que viuen en ell mateix, i a les que el text i la música li donen vida pròpia. En el número següent, un duet, continua el diàleg d'una manera més lírica. El número 4 és un duo extraordinari, que separa els dos recitatius, el temor, és a dir el contralt, continua cantant l'angoixa de la mort, però ara la resposta no li ve de l'esperança, sinó del mateix Crist, el baix, que canta el vers de l'Apocalipsi indicat. El coral final, canta una melodia, deguda a Johann Rudolf Ahle, amb una intensitat i audàcia harmònica, insòlites en l'obra de Bach, que Alban Berg l'aprofità en el començament del segon moviment el Concert de violí, A la memòria d'un àngel estrenat al Palau de la Música de Barcelona el 19 d'abril de 1936. La cantata té una durada aproximada d'uns vint minuts.

## Discografia seleccionada
- J.S. Bach: Das Kantatenwerk. Sacred Cantatas Vol. 3. Nikolaus Harnoncourt, Tölzer Knabenchor (Gerard Schmidt-Gaden, director del cor), Concentus Musicus Wien, Paul Esswood, Kurt Equiluz, Ruud van der Meer. (Teldec), 1994.
- J.S. Bach: The complete live recordings from the Bach Cantata Pilgrimage. CD 50: All Saints, Tooting; 17 de novembre de 2000. John Eliot Gardiner, Monteverdi Choir, English Baroque Soloists, Ribin Tyson, James Gilchrist, Peter Harvey. (Soli Deo Gloria), 2013.
- J.S. Bach: Dialog Cantatas I. Ton Koopman, Amsterdam Baroque Orchestra & Choir, Bogna Bartosz, James Gilchrist, Klaus Mertens. (Challenge Classics), 2008.
- J.S. Bach: Cantatas Vol. 15. Masaaki Suzuki, Bach Collegium Japan, Robin Blaze, Gerd Türk, Peter Kooij. (BIS), 2001.
- J.S. Bach: Church Cantatas Vol. 19. Helmuth Rilling, Gächinger Kantorei, Bach-Collegium Stuttgart, Helen Watts, Adalbert Kraus, Philippe Huttenlocher. (Hänssler), 1999.
- J.S. Bach: Cantats for the Liturgical Year Vol 15. Sigiswald Kuijken, La Petite Bande, Petra Noskaiova, Christoph Genz, Jan van der Crabben. (Accent), 2012.